# Jan Wawrzyczek
Jan Wawrzyczek, ps. „Danuta” (ur. 28 kwietnia 1912 w Jawiszowicach, zm. 30 września 2000) – oficer Wojska Polskiego, podczas II wojny światowej ZWZ/AK.

## Życiorys
Urodził się 28 kwietnia 1912 w Jawiszowicach, w rodzinie Jana i Emilii z Chromików (1883–1960). Kształcił się w rodzinnych Jawiszowicach oraz w Gimnazjum im. Adama Asnyka w Białej Krakowskiej. Od 1931 służył w Wojsku Polskim. Odbył kurs unitarny w Batalionie Podchorążych Rezerwy Piechoty nr 7 w Śremie, następnie uczył się w Szkole Podchorążych Piechoty w Ostrowi Mazowieckiej, zostając jej absolwentem w 1934. W tym samym roku mianowany podporucznikiem i przydzielony do 73 pułku piechoty w Katowicach. Później był dowódcą 4 kompanii oraz kompanii ciężkich karabinów maszynowych w II detaszowanym batalionie jednostki w Oświęcimiu. W 1938 został awansowany na stopień porucznika i przeniesiony do korpusu broni przeciwpancernej, zostając dowódcą kompanii i kierownikiem placówki nadgranicznej pułku w Mikołowie.
Brał udział w kampanii wrześniowej w walkach granicznych w ramach „ośrodka zapasowego – Oświęcim I” (nadwyżek mobilizacyjnych batalionu) i w strukturze 201 pułku piechoty jako dowódca kompanii przeciwpancernej. Został ranny, po kapitulacji wrócił w rejon Oświęcimia. Został żołnierzem Związku Walki Zbrojnej i współorganizatorem terenowej organizacji ZWZ w dniu 1 października 1939 w Babicach. Był oficerem sztabu obwodu oświęcimskiego, objął kierownictwo placówki w Jawiszowicach. Tworzył grupę dywersyjną pod kryptonimem „Marusza”. Później działał w Armii Krajowej. W 1943 awansowany na stopień kapitana i otrzymał zadanie otworzenia obwodu oświęcimskiego (w strukturze Inspektoratu Bielsko AK), wcześniej zdziesiątkowanego aresztowaniami. Prócz reaktywacji tegoż obwodu dokonał także sformowania oddziału partyzanckiego pod kryptonimem „Sosienki”, którego został dowódcą. W ramach działalności tego oddziału zorganizowano 45 ucieczek więźniów z niemieckiego obozu Auschwitz-Birkenau oraz kierowano ich trasami. Pod koniec wojny Wawrzyczek, działający pod pseudonimem „Danuta”, został ranny.
Po wojnie zamieszkał w Bielsku-Białej, gdzie pracował jako nauczyciel wychowania fizycznego i przysposobienia wojskowego w Technikum Włókienniczym i Liceum Muzycznym.
Zmarł 30 września 2000. Został pochowany na cmentarzu w Jawiszowicach (sektor 3-1-20).
Jego żoną była Janina z domu Mydlarz, łączniczka AK ps. „Starucha”, w 2011 odznaczona Krzyżem Oficerskim Orderu Odrodzenia Polski.
Historię oddziału „Sosienki” ukazano w fabularyzowanym filmie pt. Niezłomni. Pod drutami Auschwitz (reż. Mirosław Krzyszkowski, Bogdan Wasztyl). Sam oddział doczekał się upamiętnienia w postaci portalu historycznego „Sosienki - Armia Krajowa wokół Auschwitz”. W 2016 roku ukazała się monografia oddziału „Sosienki” pt. Niezłomni z oddziału „Sosienki” autorstwa Marcina Dziubka wydana przez Stowarzyszenie Auschwitz Memento. W 2017 roku powstał film Nieobojętni, który między innymi opowiada o walce Wawrzyczka w oddziale „Sosienki” oraz pomocy, którą nieśli mieszkańcy miasta więźniom KL Auschwitz.

## Ordery i odznaczenia
- Krzyż Srebrny Orderu Virtuti Militari (za wojnę obronną 1939)
- Order Krzyża Grunwaldu III klasy (5 sierpnia 1947)[9]